# Alitalia-Flug 1553
Auf dem Alitalia-Flug 1553 (Flugnummer AZ1553) verunglückte am 25. Februar 1999 eine im Auftrag der Alitalia betriebene Dornier 328-110 der Minerva Airlines mit dem deutschen Luftfahrzeugkennzeichen D-CPRR bei der Landung auf dem Flughafen Genua. Bei dem Unfall wurden 4 von 31 Personen an Bord der Maschine getötet. Es handelt sich um den einzigen tödlichen Zwischenfall mit einer Dornier 328 (Stand: März 2020).

## Flugzeug
Bei der betroffenen Maschine handelte es sich um eine Dornier 328-110 mit der Werksnummer 3054, die zum Zeitpunkt des Unfalls 3½ Jahre alt war. Das Flugzeug wurde bei den Dornier-Werken in Oberpfaffenhofen endmontiert und erhielt das Testkennzeichen D-CDXV. Die Maschine wurde anschließend an die Deutsche Structured Finance Aircraft Leasing erstausgeliefert, die sie mit dem Luftfahrzeugkennzeichen D-CPRR zuließ und sie anschließend am 16. Juli 1996 an ihren Leasingkunden Minerva Airlines weitergab, in deren Bemalung die Dornier zunächst betrieben wurde. Nach der Übernahme des Flugbetriebs für die Alitalia Express wurde die Maschine in den Farben der Alitalia bemalt und flog im Namen und unter Verwendung der Flugnummern des Auftraggebers. Das Kurzstreckenflugzeug verfügte über zwei Turboproptriebwerke Pratt & Whitney PW119B mit je 1.400 kW Leistung.

## Passagiere

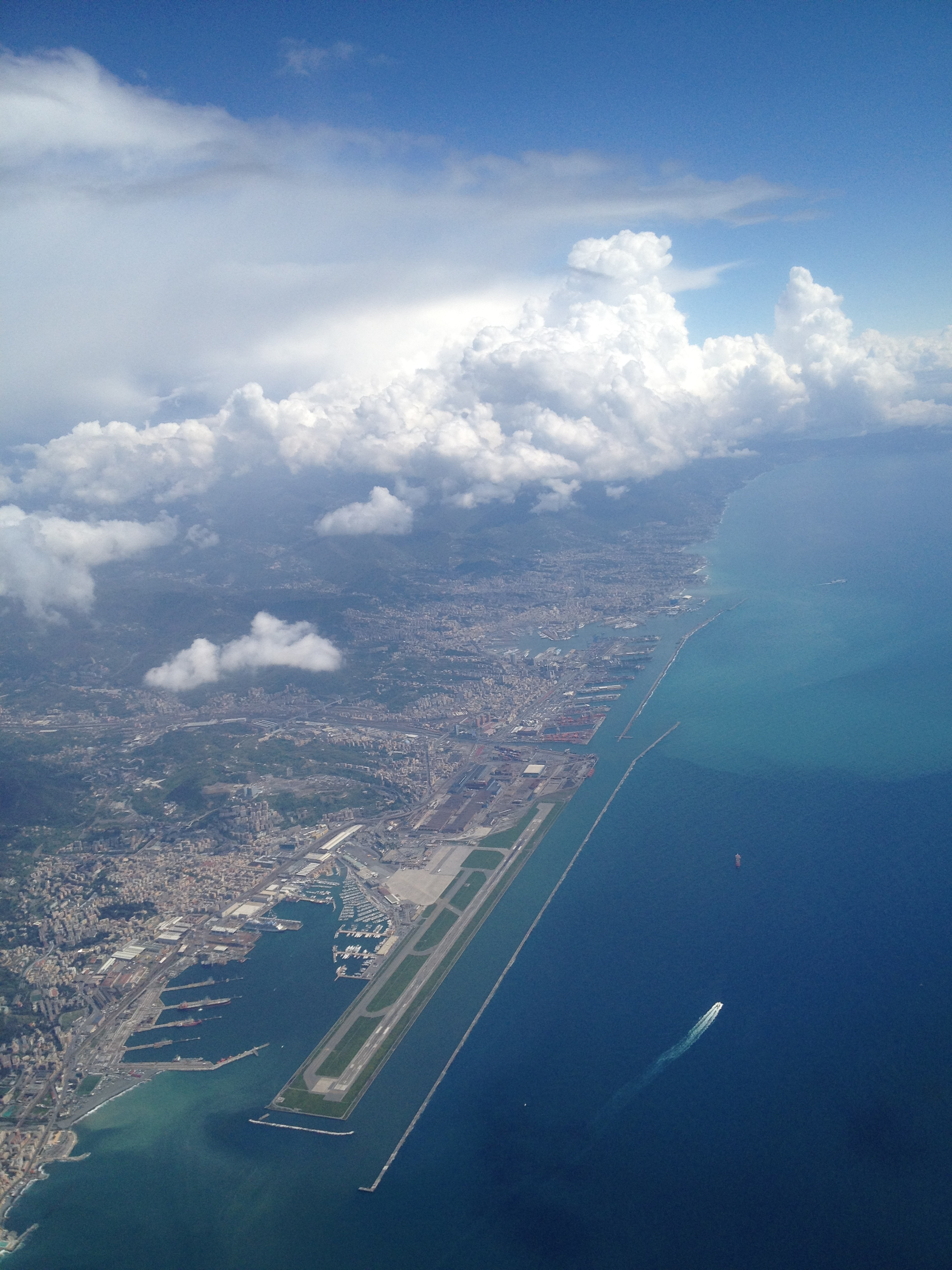
Luftansicht des Flughafens Genua, die Begrenzungsmauer im Meer war zum Zeitpunkt des Unfalls noch nicht errichtet

Den Inlandslinienflug AZ1553 vom sardischen Cagliari nach Genua hatten 27 Passagiere angetreten. Unter den Passagieren befand sich eine achtköpfige sardische Jugendgruppe von Schwimmern, die auf dem Weg zu den italienischen Schwimm-Juniorenmeisterschaften in Imperia war.

## Besatzung
Die vierköpfige Besatzung der Maschine bestand aus einem Flugkapitän, einem Ersten Offizier, einem Prüfkapitän sowie einer Flugbegleiterin. Die Maschine wurde durch den 37-jährigen Flugkapitän Alessandro del Bono gesteuert. Del Bono verfügte über 6000 Stunden Flugerfahrung, von denen er 2000 im Cockpit der Dornier 328 absolviert hatte. Flugbegleiterin war die 25-jährige Alessandra Bugliolo.

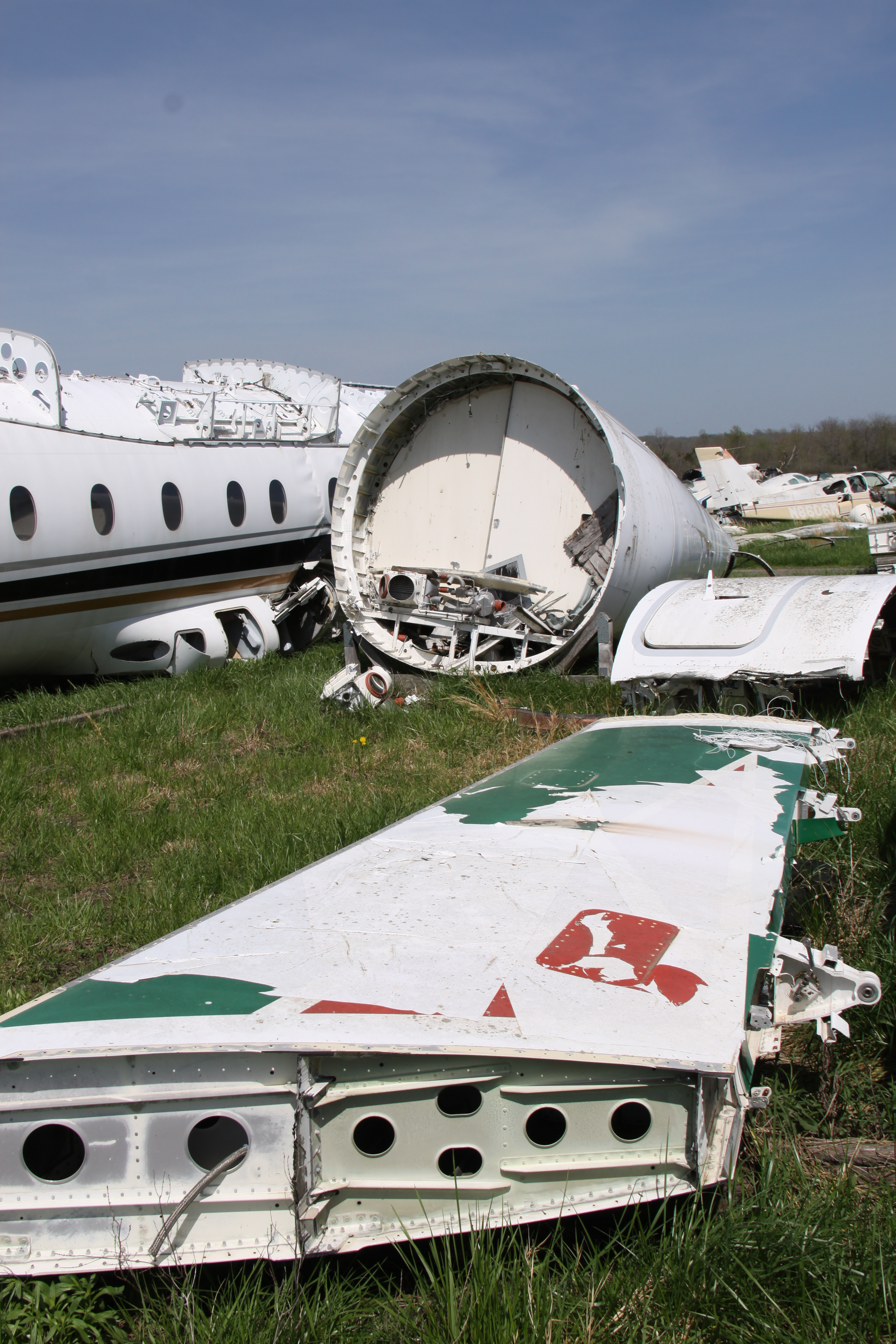
Trümmerteile der Maschine auf einem Flugzeugfriedhof in Rantoul, Kansas

## Flugverlauf
Die Maschine startete um 11:15 Uhr Ortszeit vom Flughafen Cagliari. Der Flug verlief bis zum Beginn des Anflugs auf Genua ohne besondere Vorkommnisse. Die Piloten erhielten eine Freigabe zur Landung auf Bahn 29 des Flughafens Genua, die von Ostsüdost anzufliegen ist. Der Anflug wurde um 12:35 Uhr durchgeführt.

## Unfallhergang
Während des Landeanflugs flog die Maschine mit Rückenwind bei Windgeschwindigkeiten von 18 Knoten an und setzte sehr spät auf. Die Dornier schoss nach links schlingernd über das Ende der Landebahn 29 hinaus und kollidierte mit einer 1,5 Meter hohen Mauer in dem hinter der Bahn liegenden Ligurischen Meer. Da das Bugfahrwerk bei der Kollision mit der Mauer eingebrochen war und das Innere des Fahrwerksschachts beschädigt hatte, drang das Meerwasser durch diesen Bereich ins Innere der Maschine. Die Bugpartie der Dornier begann daraufhin zu sinken, schließlich auch der Rest der Kabine. Lediglich das Heckleitwerk blieb über Wasser.

## Rettungsaktion
Die Rettungskräfte reagierten schnell auf den Zwischenfall: Nur 70 Sekunden nach dem Unfall befand sich die Flughafenfeuerwehr am Unfallort. Tauchermannschaften der Feuerwehr und der Carabinieri sowie weitere Rettungsmannschaften der Küstenwache, der Hafenbehörde und der Polizei waren an dem Einsatz beteiligt. Wegen ihrer Endposition im Meer an der Begrenzungsmauer konnte die Maschine erst nach vier Minuten mit Booten von Rettungskräften erreicht werden, anschließend wurden die Überlebenden an Land gebracht. Dass in der schnell sinkenden Maschine nicht noch mehr Menschen gestorben waren, war dem 15-jährigen Leistungsschwimmer Marco Sulis zu verdanken. Sulis, der sich vor dem Abflug mit den Sicherheitshinweisen vertraut gemacht hatte, öffnete nach dem Aufprall den einzigen zur Evakuierung verwendeten Notausgang, nachdem ein anderer Passagier zuvor erfolglos versucht hatte, diesen zu öffnen. Die Überlebenden schwammen aus der Maschine und warteten auf den Tragflächen der Maschine auf ihre Rettung. Viele der Insassen erlitten in dem Wasser des Ligurischen Meeres eine Unterkühlung. Der Flughafen war nach dem Unfall fünf Stunden lang gesperrt.

## Opfer
Ein aus Alghero stammender Mann im Alter von 35 Jahren und eine Frau aus Guspini im Alter von 61 Jahren sowie die Flugbegleiterin ertranken in dem mit Wasser volllaufenden Wrack. Ein 55-jähriger australischer Manager erlag auf dem Transport zum Krankenhaus seinen Verletzungen. Darüber hinaus gab es 21 Verletzte.

## Ursache und juristische Aufarbeitung
In Zusammenhang mit dem Unfall wurde gegen den Flugkapitän Alessandro del Bono Anklage erhoben. Del Bono wurde vorgeworfen, durch schuldhaftes Handeln den Unfall herbeigeführt zu haben, in diesem Zusammenhang wurde ihm mehrfache fahrlässige Tötung und fahrlässige Körperverletzung zur Last gelegt. Die Staatsanwaltschaft forderte drei Jahre, sechs Monate und 20 Tage Freiheitsstrafe.
Ein von der Verteidigung geladener Zeuge, der Ingenieur Gianluigi Elia, bekräftigte, dass ein menschliches Versagen des Piloten als Unfallursache nicht vorliegen könne, sondern dass die Landung vielmehr perfekt gewesen sei. Das Flugzeug sei 450 Meter vor dem Landebahnende gelandet, was bei einer Maschine dieses Typs nicht als späte Landung zu bezeichnen sei, wenngleich zum Zeitpunkt der Landung Windböen gemeldet worden waren. Um den Windböen entgegenzuwirken, hatte der Pilot die Geschwindigkeit um 16 Knoten erhöht, eine Erhöhung um bis zu 20 Knoten war rechtlich zulässig gewesen. Die Maschine berührte den Boden mit einer Geschwindigkeit von 132 Knoten.
Nach Aussage von Kapitän del Bono hätten die Störklappen bei der Landung nicht funktioniert, sodass die Bremsung der Maschine unzureichend war. Als ursächlich für das Ertrinken der vier Opfer sah das Gericht die Kollision mit der Begrenzungsmauer an. Gemäß der Anklage habe del Bono die Maschine mit einer höheren Landegeschwindigkeit als vorgesehen geflogen, die Neigung des Flugzeugs nicht korrigiert und keinen Fehlanflug durchgeführt, nachdem er feststellte, dass das Bremssystem nicht im vollen Umfang funktionierte. Die Störklappen habe der Pilot nach der Landung fehlbedient. Die Entscheidung des Kapitäns, keinen Fehlanflug durchzuführen, sei nach Angaben der Verteidigung dagegen nicht nur korrekt, sondern auch obligatorisch gewesen, da kein Flughandbuch dies vorsehe und dies für Berufspiloten als gefährlich angesehen werde.
Das Gericht sah das Verschulden des Kapitäns als erwiesen an und verurteilte del Bono in erster Instanz am 14. November 2001 zu zwei Jahren und acht Monaten Gefängnis sowie einer Zahlung von Schmerzensgeld in Höhe von 1.600.000.000 Italienische Lira an die Opfer und ihre Angehörigen.
Im Dezember 2002 wurde der Fall wieder aufgerollt. Die Verteidigung argumentierte unter Berufung auf den Alenia-Ingenieur Ivar Negrisin, dass an der Dornier bei der Landung die Hebel für die Schubumkehr blockiert gewesen seien. Der Ingenieur bestätigte damit Daten, die die Verteidigung del Bonos erst bei der letzten erstinstanzlichen Anhörung vorlegen konnte. In diesem Zuge wurde bekannt, dass die Federal Aviation Administration zwischen den Jahren 1995 und 2001 insgesamt 22 Berichte über Fehlfunktionen des Hebels für die Schubumkehr erhalten hatte. Die Flut an Berichten sei erst abgebrochen, nachdem der Hersteller Anfang 2001 das System überarbeitet hatte. Negrisin erklärte, dass sich die These nicht belegen lasse, da das Flugzeug zu diesem Zeitpunkt bereits zerlegt war und ein solches Ereignis spurlos ablaufen könne. Am 25. Januar 2003 wurde das Urteil gegen Kapitän Alessandro del Bono in letzter Instanz bestätigt, wobei die Haftstrafe auf zwei Jahre verkürzt wurde. Die Schubumkehr sei demnach bei der Landung betätigt und aktiviert worden. Del Bono habe die Maschine mit überhöhter Geschwindigkeit und zu spät auf der Landebahn aufgesetzt, sodass er sie nicht mehr auf der verbliebenen Piste zum Stehen bringen konnte.

## Ehrungen
In Zusammenhang mit dem Zwischenfall wurde zweimal die Medaglia d’oro al valor civile, die höchste Auszeichnung der Italienischen Republik für Zivilcourage, vergeben. Ausgezeichnet wurden für ihr Handeln die Personen, die wesentlich an der Evakuierung der Maschine mitgewirkt hatten – der Leistungsschwimmer Marco Sulis sowie posthum die verstorbene Flugbegleiterin Alessandra Bugliolo.